# سوني كارلسون (لاعب كرة قدم)
سوني كارلسون (بالسويدية: Sonny Karlsson)‏ هو لاعب كرة قدم سويدي، ولد في 14 يونيو 1988 في السويد. لعب مع النادي الرياضي بكالوني ونادي سيريانسكا ونادي ليونغسكايل.

## وصلات خارجية
- سوني كارلسون على موقع اتحاد السويد (السويدية)
- سوني كارلسون على موقع قاعدة بيانات كرة القدم.إي يو (الإنجليزية)
- سوني كارلسون على موقع Soccerway.com (الإنجليزية)